# Haisla

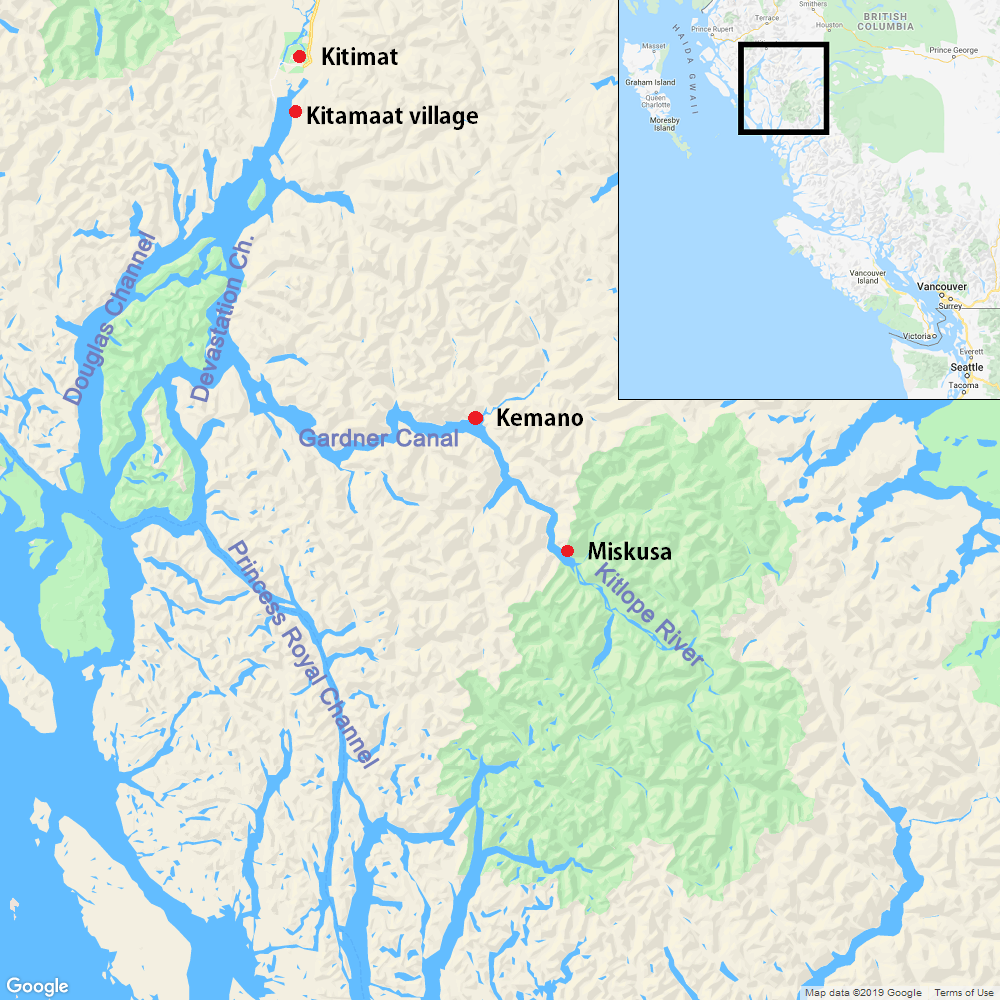
Karta som visar Kitimat, Kitamaat Village, Kemano och Miskusa, British Columbia.

Haisla, även Xa’islak’ala, X̄a’islakʼala, X̌àʼislakʼala, X̣aʼislak’ala, Xai:sla, är ett ursprungsfolk i distriktet Kitimat-Stikine i British Columbia, Kanada. De är ett av många folk som ryms under begreppet "Nordvästkustindianer" och tidigare har de felaktigt kallats Norra Kwakiutl. Fram till 1948 fanns fortfarande två olika grupper (eller band), Kitamaatfolket vid övre Douglaskanalen och Devastationkanalen, vilka kallade sig själva "haisla" (de som bor nedför floden") samt Kitlopefolket som levde längre söderut vid övre delen av Princess Royalkanalen och Gardnerkanalen. Kitlopefolket kallade sig Kitlope Henaaksiala ("de som dör ut långsamt"). Men ca 1948 valde de att gå samman och kallade sig då haisla. Idag räknar Haisla nation med att de är 1700 varav hälften bor i Kitamaat village vilken ligger 10 kilometer söder om staden Kitimat.

## Namnfrågan
Namnet haisla (x̣àʼisla eller x̣àʼisəla) betyder de som bor vid flodmynningen eller de som bor nedför floden. Tillsammans med grannarna wuikinuxv och heiltsuk har de tidigare felaktigt gått under namnet Norra Kwakiutl. Namnet på byn Kitamaat är inte från det egna språket utan kommer från grannfolket Tsimshian och betyder på deras språk "snöfolket". Haislas eget namn på Kitamaat är istället 'Tsee-Motsa', vilket betyder "hinderstranden" ("Snag Beach").

## Historia
Enligt den egna historieskrivningen har haisla bott i området runt Kitamaat village i hundratals år och i närområdet i hela 9000 år. De två grupperna Kitamaat och Kitlope lär ha föregåtts av ytterligare fem grupper, bees, gidalidox, kemano, kitlope, kyassa  och nalabila. Men dessa grupper har efter hand som befolkningen minskat slagits ihop. Det har således också funnits flera olika boplatser förutom nuvarande Kitamaat. Några av dessa är Mis'kusa och Kemano. Vid dessa finns ofta begravningsplatser kvar varav en del fortfarande är i bruk. Kontakten med européerna från framför allt 1700-talet och framåt fick förödande konsekvenser och stora delar av befolkningen dog av de nya sjukdomar som spreds, främst smittkoppor men även turberkulos och mässling. Fortfarande under första halvan av 1900-talet dog många haisla av dessa sjukdomar. Kitlopefolket drabbades mycket hårt i flera omgångar på 1800-talet och 1900-talet. Enligt en beräkning fanns 261 personer i Kitamaat och 106 personer i Kitlope år 1889. Förutom sjukdomarna fanns det flera andra faktorer som bidrog till att det traditionella samhället slogs sönder. Konservfabriker och sågverk erbjöd lönearbeten och många valde att lämna området. De som blev kvar flyttade efterhand längre norrut och allt närmare Kitamaatgruppen. Den sista boplatsen för Kitlopegruppen blev Kemano. Till slut år 1948 valde man alltså att helt gå samman med Kitamaatfolket till en grupp under namnet haisla och man flyttade även från Kemano till Kitamaat village.  

## Försörjning
Haisla levde traditionellt i stora hushåll utmed floderna och havsvikarna. Under vintern bodde de i byar och under sommarhalvåret flyttade de till jakt- och fiskeläger. Haislas huvudföda var fisk, framför allt lax. Olika typer av olja kunde fås från fisken. Kvinnorna tillverkade fisknät av fibrer från nässlor. Dessa plockades och blev torkade.   
Kanoterna var viktiga i det dagliga livet. De användes vid fiske och för transporter. En stor kanot kunde vara 15 meter lång, två meter bred och en meter djup. Men storleken varierade beroende på vad kanoten skulle användas till. Precis som för totempålarna använde man cederträd. Det kunde ta tre dagar att fälla ett stort träd. Man tog först bort barken och grovhögg kanoten i skogen. Sedan lämnades stocken att torka. Till våren hämtades stocken till byn och där urholkades den till en tunn och smidig kanot. Därefter fylldes kanoten med vatten och heta stenar lades i så att det började koka. Vattenånga trängde då in i kanoten. När den var uppvärmd och började mjukna kunde man sedan pressa ut och forma sidorna.

## Social organisation
Haisla var, och är fortfarande, uppdelade i olika klaner som i sin tur var indelade i familjeenheter De nuvarande klanerna tros ha kommit med kvinnor från Tsimshian som spreds till de nordligare stammarna. Denna teorin bygger på det faktum att medlemskapet i en klan ärvs via modern. Titlar övergår således inte från far till son utan titeln går till systerns son. Fortfarande på 1930-talet fanns fem klaner: örn-, bäver-, korp-, späckhuggare- och laxklanen (även kallad vargklanen). Tidigare fanns även en kråkklan och en grodklan. Kråkklanen anses ha gått upp i korpklanen. Varje klan hade sin skapelseberättelse och varje klan hade utöver det ytterligare djur som de var sammankopplade med.  
Varje klan hade sin hövding (xay’mas) vilka träffades när det gällde frågor som ansågs ha betydelse för hela folket, inte minst när det gällde äktenskap. Hövdingarna hade möjlighet att ha flera fruar och nya hövdingar kunde i vissa fall "ärva" fruar från sin föregångare. I samband med viktiga händelser som äktenskap hölls så kallade potlatchfester. 
Förutom klansystemet fanns även ett klassystem motsvarande frälse (nobles), icke-frälse (commoners) och slavar. Slavarna utgjordes i regel av krigsfångar. Överklassen hade flera privilegier vilket innebar att enbart de kunde delta i hemliga sällskap och de hade rätt att uppmana vanliga och slavar att utföra arbetsuppgifter. De hade flera kännetecken, t.ex. piercade örsnibbar (männen) och läppar (kvinnorna).

## G'psgolox totempåle
I Sverige är haisla kända genom G'psgolox totempåle, som stod utanför Etnografiska museet i Stockholm tills den år 2006 återfördes och ersattes med en kopia. Detta dokumenterades av filmskaparen Gil Cardinal, i filmen Totem: The Return of the G'psgolox Pole. 2007 var det premiär för andra delen, "Totem: Return and Renewal".

## Haisla nation
Haisla nation är haislas styrande organ och det är lokaliserat i Kitamaat village.

### Fotnoter
1. ↑  Haisla nation hemsida, läst 2019-10-19
2. 1 2  Björklund, Anders (2016). Hövdingens totempåle : om konsten att utbyta gåvor. sid. 63. ISBN 9789173317405. http://libris.kb.se/bib/18506033. Läst 19 oktober 2019
3. 1 2  admin. ”About the Haisla” (på amerikansk engelska). Haisla Nation. Arkiverad från originalet den 19 oktober 2019. https://web.archive.org/web/20191019095120/https://haisla.ca/community-2/about-the-haisla/. Läst 19 oktober 2019.
4. ↑  ”Kitamaat Village Community Observatory | Ocean Networks Canada”. www.oceannetworks.ca. http://www.oceannetworks.ca/learning/ocean-sense/community-observatories/kitamaat-village. Läst 19 oktober 2019.
5. 1 2  ”Haislaindianernas totempåle”. indian.malmborg.info. http://indian.malmborg.info/stammar/haisla/haisla.php. Läst 19 oktober 2019.
6. ↑  Hamori-Torok, Charles (1990). Haisla. Handbook of North American Indians Vol. 7 Northwest coast. sid. 310-311. Libris 149985
7. ↑  Björklund (2016), s. 200.
8. 1 2  Ronald L., Olson (1940). The Social Organization of the Haisla of British Columbia. Anthropological Records. "2 No.5". sid. 169–185
9. ↑  Kelm, Mary-Ellen (2006). The Letters of Margaret Butcher: Missionary-Imperialism on the North Pacific Coast. University of Calgary Press. ISBN 1-55238-166-8
10. ↑  Na na kila Institute website Arkiverad 23 juli 2007 hämtat från the Wayback Machine.
11. ↑  Cardinal, Gil (18 augusti 2003). ”Totem: The Return of the G'psgolox Pole”. National Film Board of Canada. http://www.nfb.ca/film/totem_the_return_of_the_gpsgolox_pole/. Läst 12 juni 2009.[död länk]